# Вампиро (коктейль)
«Вампиро» (итал. Vampiro) — коктейль на основе текилы, томатного, апельсинового и сока лайма. По составу является вариантом коктейля «Кровавая Мэри». Классифицируется как лонг дринк. Входит в число официальных коктейлей Международной ассоциации барменов (IBA), категория «Напитки новой эры» (англ. New Era Drinks).

## Рецепт и ингредиенты
Состав:
- текила серебряная — 50 мл
- томатный сок — 70 мл
- апельсиновый сок — 30 мл
- сок лайма — 10 мл
- мёд — 1 чайная ложка
- лук — половина кружка
- перец чили острый красный — 2 г
- соус Worcestershire — 2—3 капли
- соль — по вкусу.

Метод приготовления: шейк & стрейн. Половинку кружка лука и несколько кусочков красного жгучего перца чили мелко нарезают и укладывают в шейкер со льдом и добавляют остальные компоненты. Ингредиенты (компоненты) перемешивают в смесительном стакане (шейкере) и тщательно взбивают. После чего отцеживают и отфильтровывают в бокал хайбол, заполненный льдом. Подают в бокале хайбол. В качестве гарнира готовый коктейль украшают долькой лайма и красным или зелёным перцем чили.